# Katrin Siska
Pour les articles homonymes, voir Siska.
Katrin Siska, née le 10 décembre 1983 à Tallinn (Estonie), est mannequin, chanteuse, claviériste et membre du groupe Vanilla Ninja. Elle effectue ses études secondaires au Lycée no 21 de Tallinn, où elle rencontre Piret Järvis, avant de commencer des études de comptabilité qu’elle essaie de continuer malgré l’emploi du temps chargé du groupe.
Elle a appris à jouer du piano et chanté dans des chorales dès son plus jeune âge. Cependant, elle n’a servi d’interprète principale que dans "Klubikuningad" (extrait de Vanilla Ninja). Elle assure régulièrement les chœurs dans les différentes chansons. C’est le membre le plus en retrait du groupe.
Parallèlement à son parcours musical avec Vanilla Ninja, elle poursuit une carrière de mannequin.